# Dudgeodes hutanis
Dudgeodes hutanis is een haft uit de familie Teloganodidae. De wetenschappelijke naam van de soort is voor het eerst geldig gepubliceerd in 2008 door Sartori.
De soort komt voor in het Oriëntaals gebied.